# Mayberg (Musiker)

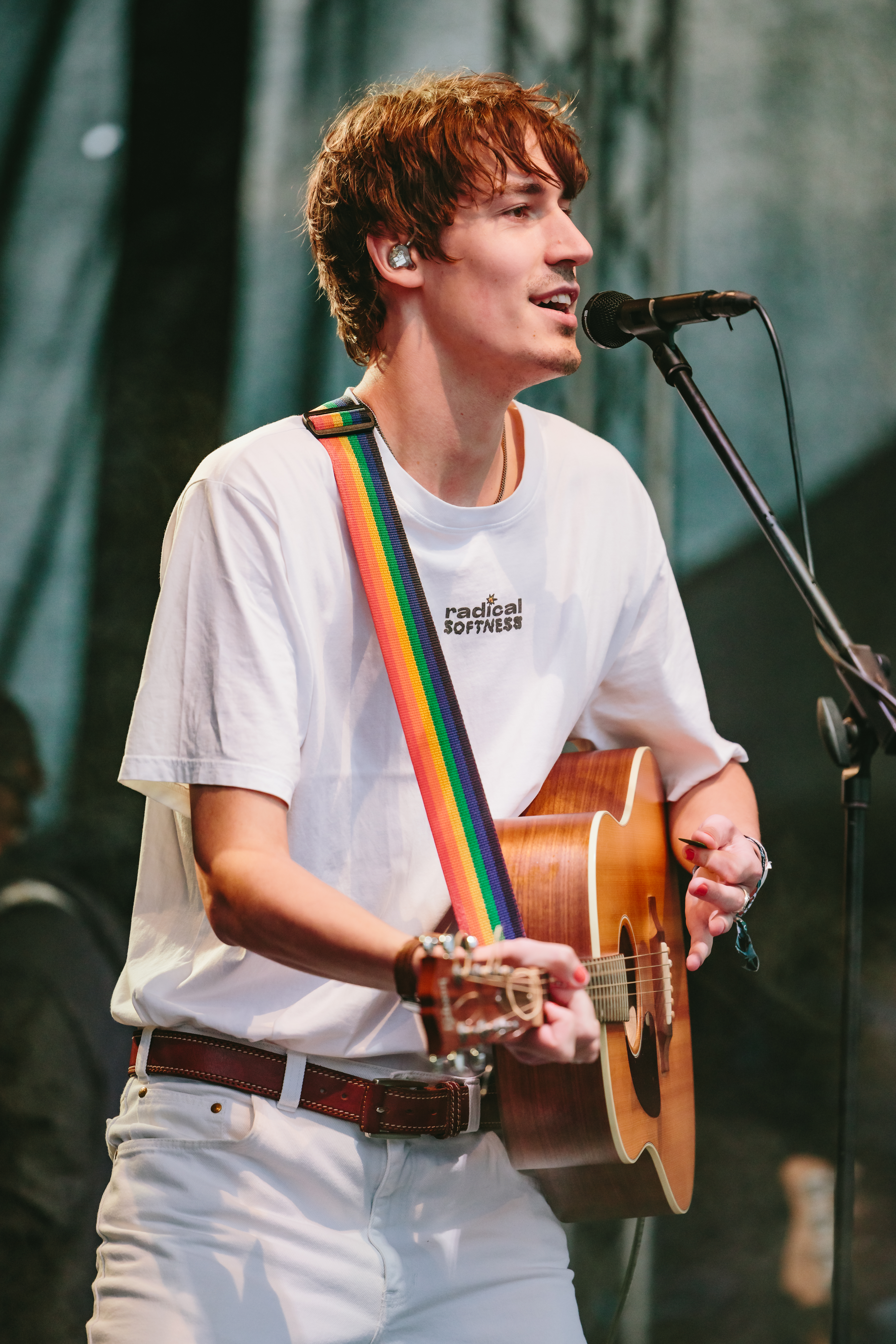
Mayberg live beim Rocken am Brocken 2023

Mayberg (* 2000 in Kassel; bürgerlich Luis Raue) ist ein deutscher Singer-Songwriter.

## Leben
Mayberg wuchs in Hessen auf und machte 2018 sein Abitur an der Kasseler Albert-Schweitzer-Schule. Er begann zunächst recht ziellos Musik zu machen. Mit acht Jahren lernte er Akustik-Gitarre und coverte vor allem Popsongs. Anschließend begann er auf offenen Bühnen zu spielen. 2019 veröffentlichte er seinen ersten Song Timeline über YouTube. Den kritischen Song, der sich mit dem „Instagram-Lifestyle“ auseinandersetzte, trug er mit Akustikgitarre vor. Weitere Songs erschienen über SoundCloud und später über Spotify und TikTok. Als Support-Act war Mayberg im Vorprogramm von Provinz und Alligatoah zu hören. Auf TikTok trendeten vor allem Sped-Up-Versionen seiner Songs.
2022 trat er beim Festival Musikschutzgebiet in Hombergshausen und 2023 beim Burg-Herzberg-Festival in Breitenbach auf.
Anfang März 2023 erschien sein Debütalbum Mini. Als Produzent betreute Johann Seifert die Aufnahmen, Mayberg veröffentlichte das Album allerdings als Eigenproduktion. Seine Single Endlos_Demo erreichte Platz 32 der deutschen Singlecharts.
Mayberg wohnt in Leipzig.

## Musikstil
Musikalisch beeinflusst wurde der Musiker unter anderem von Faber, Edwin Rosen und Milky Chance. Auf Grund seiner rauen Stimme wird er außerdem oft mit AnnenMayKantereit verglichen. Seine überwiegend akustische Musik reichert er gelegentlich mit Elementen der elektronischen Musik an. Die Lieder handeln überwiegend von Herzschmerz, Unsicherheiten und Gefühlschaos sowie von Alltagsbeobachtungen, sie sind aber auch mit einer gewissen Selbstironie ausgestattet.

## Diskografie

### Alben
- 2023: MINI (Eigenproduktion)

### Singles
- 2020: Bitte bitte
- 2019: Timeline
- 2020: Es ist schön
- 2020: Herzlich willkommen
- 2020: Oh Mayberg
- 2020: Shirt & Handtuch
- 2020: Playboy
- 2020: Ich auch
- 2021: Anomalie
- 2021: Mitte Zwanzig
- 2021: Nur ein bisschen
- 2022: Kann das seinen
- 2022: Du bist immer für mich da
- 2022: Du & Sie
- 2022: endlos_demo
- 2022: Stadtleben
- 2022. Spiegelbild
- 2022: 30 Sekunden_demo
- 2022: Die Höhle der Lover_demo
- 2023: Der neue Stil meiner Generation
- 2023: Hilferuf
- 2023: Das Schönste
- 2023: Die Höhle der Lover
- 2023: 30 Sekunden
- 2023: Endlos
- 2023: Shirt & Handtuch
- 2023: \der schönste mensch der welt
- 2023: \mein kind
- 2023: \leipzig
- 2023: \sympathisch
- 2023: zeig dir das märchenland (simsalagrimm cover)
- 2023: justinbieber_demo
- 2024: Spiegelbild - live
- 2024: morgen